# Taxilejeunea hamatifolia
Taxilejeunea hamatifolia là một loài Rêu trong họ Lejeuneaceae. Loài này được Steph. mô tả khoa học đầu tiên năm 1916.